# Beatriz Rojkés de Alperovich
Beatriz Liliana Rojkés de Alperovich (San Miguel de Tucumán, 4 de febrero de 1956) es una fonoaudióloga y política argentina. Fue diputada y senadora nacional en representación de la provincia de Tucumán. El 30 de noviembre de 2011 fue designada como la primera mujer, presidenta provisional del Senado de la Nación Argentina, segunda en la sucesión presidencial, después del vicepresidente, cargo que ejerció hasta febrero de 2014. Fue presidenta del Partido Justicialista en Tucumán entre 2007 y 2018. Además es la esposa del exgobernador de la provincia de Tucumán el contador José Alperovich.

## Biografía
Beatriz Liliana Rojkés nació el 4 de febrero de 1956, en San Miguel de Tucumán, Argentina; hija de Luisa Werblud y Salomón Rojkés, ambos judíos asquenazíes que emigraron de Europa. Su padre, Salomón Rojkés, inauguró un fábrica textil en la ciudad de Tucumán llamada Textil Americana. 
Contrajo matrimonio con José Alperovich con quien tiene cuatro hijos (Mariana, Gabriel, Sara y Daniel).
Beatriz se asoció con su suegro, León Alperovich, en 1997, llevando adelante un concesionario de automóviles en su provincia llamada León Alperovich de Tucumán SA, para el 2010 controlaba el 98% de la empresa la cual es considerada como uno de los mayores distribuidores de Ford y Volkswagen en Tucumán. [cita requerida]

## Carrera política
Después de la elección de su esposo como gobernador de Tucumán, fue elegida en 2005, Diputada Nacional por el Frente para la Victoria. Así mismo, presentó varios proyectos de ley avance sobre los derechos del niño, derechos de la mujer y nutrición, entre otros temas.
Fue elegida Senadora Nacional en 2009. Su actividad privada la convirtió en la mujer más rica en el Senado en 2010, y la cuarta más rica en general.[cita requerida] Fue designada dentro del Senado para las comisiones de Asuntos Constitucionales, Trabajo, Salud, Ombudsman, y para las obras de Río Bermejo.[cita requerida]
Beatriz Rojkés fue elegida Presidente Provisional del Senado el 30 de noviembre de 2011, convirtiéndose en la primera mujer en ocupar ese puesto. El Presidente Provisional del Senado es el segundo en la línea de sucesión a la Presidencia Argentina. Las especulaciones montadas en los días previos a la segunda toma de posesión de la presidenta Cristina Fernández de Kirchner, acerca de que sería la senadora Beatriz quien tomaría juramento del cargo en lugar del vicepresidente Julio Cobos, fueron saneadas en la misma jura de la mandataria que lo hizo a través de la lectura de su propio juramento y la banda presidencial fue colocada por su hija Florencia Kirchner.[cita requerida]
En su rol como senadora promovió la aprobación de la Ley de Matrimonio Igualitario y de la Ley de Identidad de Género.
El 28 de febrero de 2014, se anunció que Rojkés de Alperovich no continuaría al frente de la presidencia provisoria del Senado de la Nación, siendo reemplazada por Gerardo Zamora, exgobernador de la Provincia de Santiago del Estero.[cita requerida]
Fue parlamentaria del Mercosur, con mandato desde el 7 de noviembre de 2013, hasta el 2 de abril de 2014.[cita requerida]

## Activismo
Su actividad pública comienza a fines de la década de los 80, al colaborar en la promoción de la importancia de las culturas originarias en un trabajo de investigación que desarrolló guiada por el profesor Orlando Bravo desde FUDECUT. En la misma época, Beatriz Rojkés realizó acciones sobre los consumos problemáticos y las adicciones mediante iniciativas que buscaban la no estigmatización y el fortalecimiento de los grupos de apoyo. Asimismo, puso en marcha desde la fundación para el Desarrollo de Tucumán, a PIBE (promoción, investigación y búsqueda y estudio de las desapariciones de menores).

### La Red de Mujeres Solidarias
En 2002 comenzó a gestarse un espacio de mujeres orientado a promover los derechos de mujeres, así como el de grupos y colectivos vulnerables. Así nació la Red de Mujeres Solidarias.
Entre las tareas y eventos desarrollados por la Red de Mujeres Solidarias a lo largo de su existencia, se destacan el Primer Encuentro Biregional de Mujeres, realizado en la ciudad de Tucumán, en junio de 2013 en el marco del Foro Euro-Latinoamericano de la Mujer.[cita requerida]

### Género y Diversidad
Tuvo un lugar preponderante en la lucha para erradicar la violencia de género en la provincia de Tucumán. Impulsora del Observatorio de la Mujer en Tucumán, del Tráiler de la Mujer
En 2008, amadrina la puesta en marcha de una biblioteca de género y diversidad sexual (la primera en el continente), llamada Crisálida, la cual con su apoyo impulsó la Línea de Inclusión Laboral a personas Trans (en articulación con el Ministerio de Trabajo y Empleo de Nación); el Centro de Alfabetización Trans “Marlene Wayar” (en articulación con el Ministerio de Educación de la provincia); aplicación de normas de buen trato en instituciones gubernamentales y privadas, un Observatorio de Diversidad y Género (con el apoyo de agencias ONU) e investigaciones sobre accesibilidad a derechos que hoy son publicaciones consultadas en el ámbito académico. De igual manera, en 2013 y hasta 2016 impulsó la realización de talleres a las fuerzas policiales en capacitación en normas de buen trato y garantías de derechos para la población trans, llamado "Derecho a la identidad de género" junto al Ministerio de Seguridad de la provincia de Tucumán y el INADI local.
La apertura de espacios para colectivos vulnerados como el área del PJ Diversidad Tucumán, iniciativas para la construcción de ciudadanía con ciclos de capacitación y formación, el apoyo a los derechos sexuales y reproductivos, la educación sexual integral, la pluralidad de voces (destacando el ciclo más reciente llamado "Todas las voces todas" que contó con la presencia de Rita Segato, Aníbal Fernández, entre otros).

### Instituto Matria
En 2016 Rojkés de Alperovich puso en marcha la organización "Matria, Instituto sobre Cuestiones de Género" se propone como un articulador entre las mujeres y colectivos vulnerados en lo individual y sus expresiones organizadas. En 2017 se realizó la presentación de Matria con la presencia de Cristina Fernández de Kirchner.
Este instituto fue responsable del lanzamiento de la revista digital "Evita, Género y Latinoamérica ", que fue puesta en línea el 7 de mayo de 2019. 

## Denuncia sobre enriquecimiento ilícito
José Alperovich y su esposa fueron denunciados por enriquecimiento ilícito en el mes de marzo de 2025.